# Ingrid Einfeldt
Ingrid Einfeldt (* 1961 in San Francisco, Kalifornien) ist eine amerikanisch-deutsche Schauspielerin, die einem breiteren Publikum vor allem aus der Sat.1-Unterhaltungssendung Mensch Markus bekannt ist. 

## Leben
Einfeldt wurde am Broadway Dance Center in New York City zur Tänzerin ausgebildet und nahm privaten Schauspielunterricht bei MK Lewis und Cherie Franklin. 
Seit 1997 trat Einfeldt insgesamt fünfzig Mal mit ihrem Ehemann Markus Maria Profitlich in den Bühnenprogrammen Comedy Pur I und II sowie ebenso gemeinsam in der Unterhaltungssendung Mensch Markus auf. Sie wirkte in mehreren Fernsehserien der ARD, darunter Familie Heinz Becker, Lindenstraße und Verbotene Liebe, sowie in dem Kinokurzfilm Der, den sie Brock nannten mit. 
Einfeldt hat mit Profitlich zwei Töchter. Sie lebt mit ihrer Familie in Königswinter.